# Place des Victoires

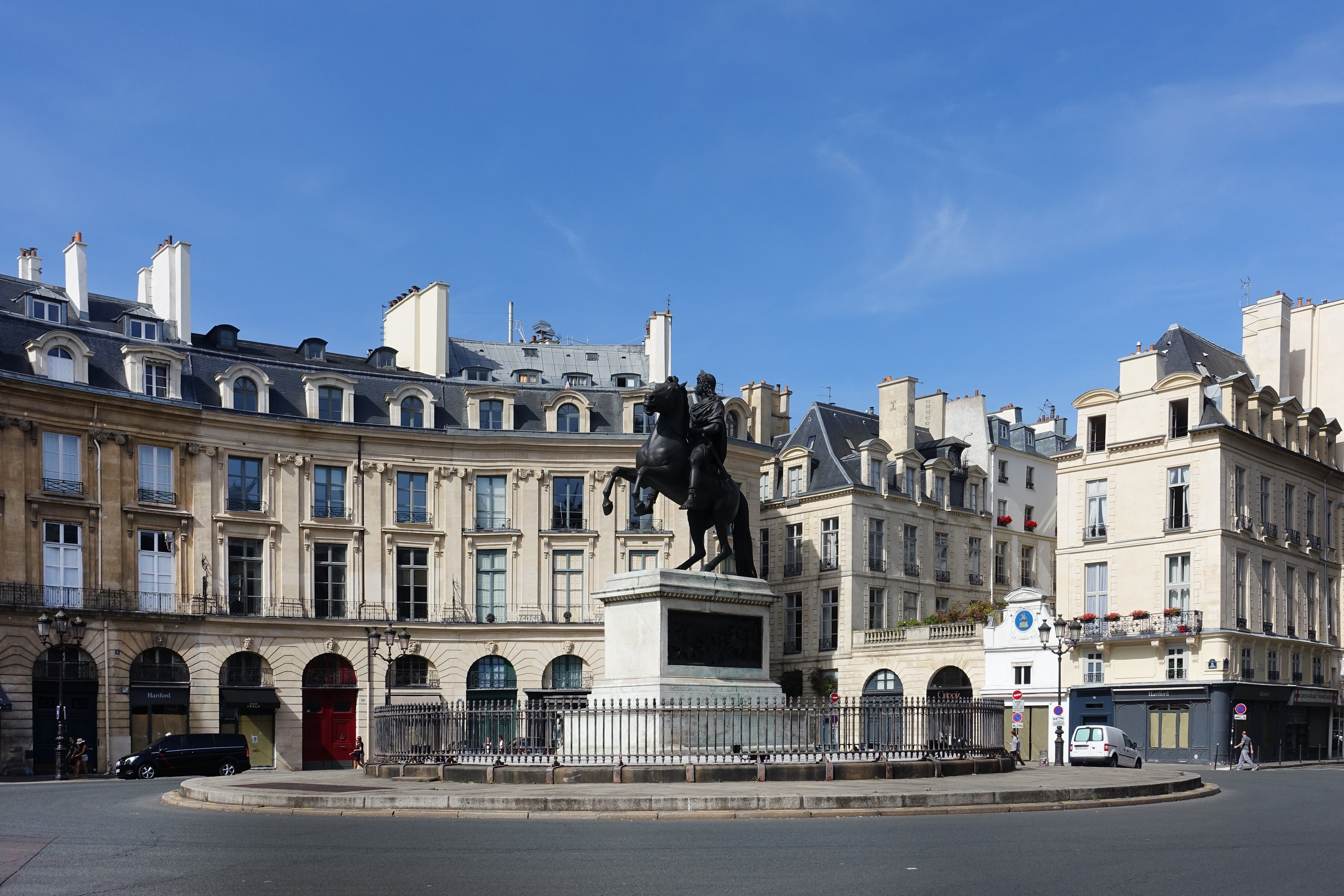
Vista da Place des Victoires com estátua de Luís XIV

A Place des Victoires é um lugar circular em Paris, localizado a uma curta distância a nordeste do Palais Royal e na fronteira entre o 1º e o 2º arrondissements. A Place des Victoires está na confluência de seis ruas: Rue de la Feuillade, Rue Vide Gousset, Rue d'Aboukir, Rue Étienne Marcel, Rue Croix-des-Petits-Champs e Rue Catinat.

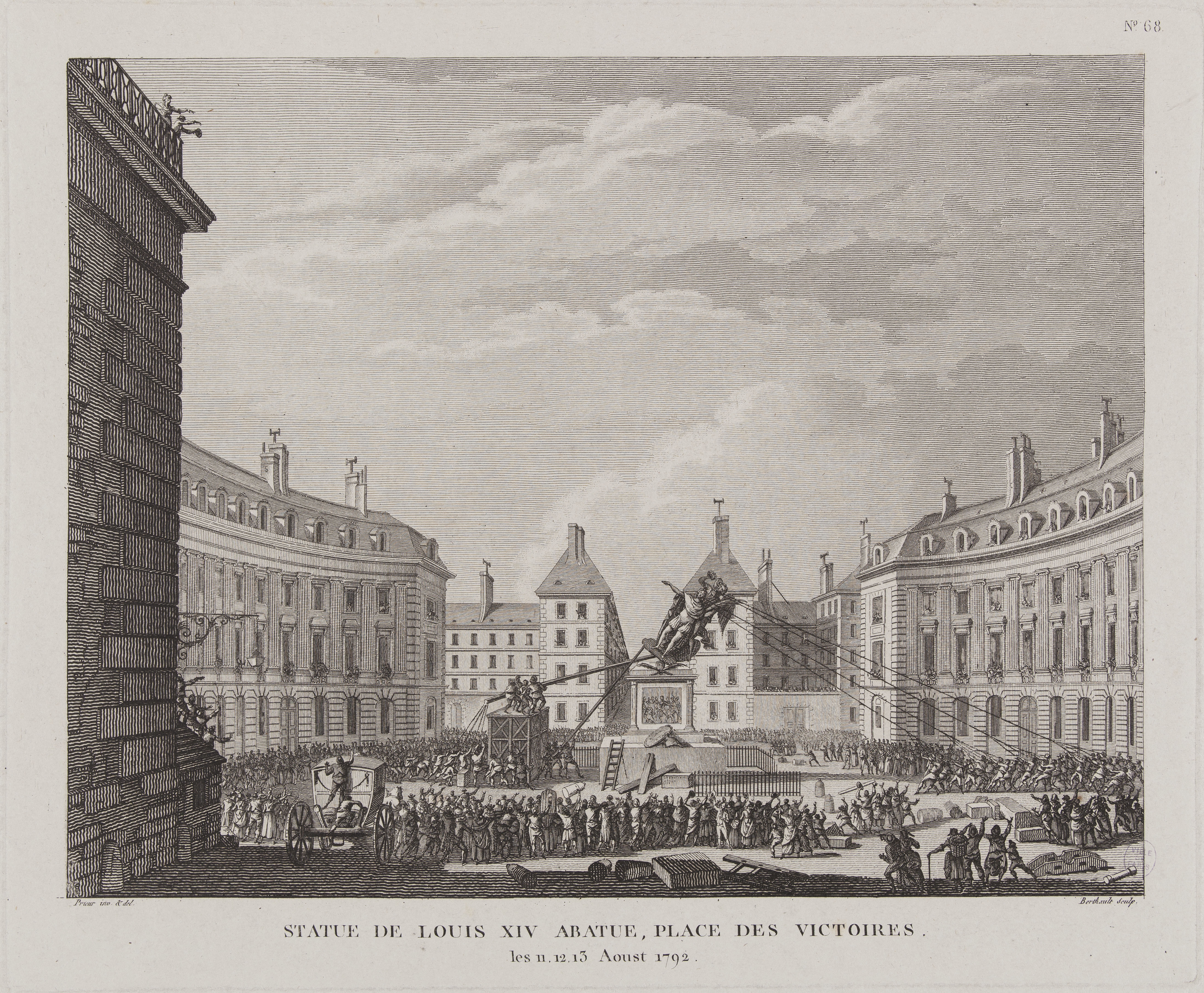
A desmontagem da estátua de Luís XIV em 1792, durante a Revolução Francesa.